# Lehendakari
Lehendakari je naslov koji označava predsjednika Vlade Baskijske autonomne zajednice (baskijski:Eusko Jaurlaritzako lehendakaria, španjolski: Presidente del Gobierno Vasco,  lehendakari or lendakari). Predsjednik vodi izvršnu granu regionalne vlade. 
Trenutni predsjednik je Iñigo Urkullu, iz baskijske nacionalističke stranke. 
Baskijska imenica lehendakari znači "predsjednik" i može se odnositi na predsjednika bilo koje zemlje, kluba, udruge, itd. Korisiti se kao sinonim s rječju "presidente". Riječ je novotvorenica koju osmislio baskijski političar Sabin Arana i izvorno je pisao "lendakari".
Izraz lehendakari se koristi na baskijskom i za predsjednike vlada Navare, parlamenta Navare.

## Popisi lehendakarija baskijske autonomne zajednice
- José Antonio Aguirre y Lecube   1936-1960. (EAJ / PNV)
- Jesús María de Leizaola Sánchez (1960. – 1979.)
- Ramón Rubial Cavia (1978. – 1979.) PSE
- Carlos Garaikoetxea Urriza 1979-1980 EAJ / PNV
- Carlos Garaikoetxea Urriza (1980. – 1985.) EAJ / PNV
- José Antonio Ardanza Garro (1985. – 1999.) EAJ / PNV
- Juan José Ibarretxe Markuartu (1999. – 2009.) (EAJ / PNV)
- Francisco Javier López Álvarez (2009. – 2012.) (PSE - EE)
- Iñigo Urkullu Rentería  (2012.-)(EAJ / PNV)